# Bukatî, Lebedîn
Bukatî (în ucraineană Букати) este un sat în comuna Pavlenkove din raionul Lebedîn, regiunea Sumî, Ucraina.

## Demografie
Componența lingvistică a localității Bukatî
     Ucraineană (100%)
Conform recensământului din 2001, toată populația localității Bukatî era vorbitoare de ucraineană (100%).